# ネパールの映画
ネパールの映画（ネパールのえいが）では、ネパールの映画・映画産業・映画行政について歴史的な経緯を中心に記述する。

## 概要
ネパール語で映画はチャルチットラ（ネパール語: नेपाली चलचित्र）と呼ばれるが、これは「動く絵」の意味である。2010年現在のネパールの映画産業は、人口・経済規模に比すると非常に活発だとされている。その中心地である首都カトマンズは、インドのボリウッドやアメリカのハリウッドになぞらえ、コリウッドと呼ばれている。特に民主化以降のネパール映画は従前のインド映画の模倣を脱し、社会的・文化的・芸術的な作品への転換が図られている。2010年には過去最高となる年間65本のネパール映画が公開された。なお同年までに公開されたネパール映画の総本数は619本である。そのいっぽうで民主化以前のネパールでは、芸能文化に関する記録・評論がほとんど行われなかったため、その実態を把握することは非常に困難である。その後も政変による混乱により観客動員数や興行収入などの統計がほとんど残されず、国連の『世界統計年鑑』や『ユネスコ文化統計年鑑』にもネパール映画のデータが掲載された事は無い。
ラナ家による専制政治が行われた1950年まで、ネパールでは国民が映画に触れることで啓発される事を警戒し、映画を一般に公開することは許されなかった。1951年に王政復古されると、絶対王政体制を維持するためのプロパガンダ映画が制作された。パンチャーヤト制が敷かれた1960年から1990年までのあいだネパール映画は国家による制限・統制が行われ、作品は大衆娯楽的なマサラ映画が主流であった。また1971年にロイヤル・ネパール映画公社が設立され娯楽的なヒット作品が生み出された。映画館の数が増えた1970年代、あるいは多くの名作が制作されたとされる1950年代から1980年代までは、黄金期と呼ばれる。
ネパールでのテレビ放送は1985年には始まるが、これに先立ち1978年にビデオとビデオデッキを所有することが許されると、ビデオカメラで制作されるビデオ映画が数多く制作され、これを上映するビデオパーラーも普及した。1996年にはマオイストによるネパール内戦が勃発して映画産業も衰退するが、2006年に包括和平協定が締結されて政治的に安定すると映画産業が復興し、新たに映画祭・映画賞が制定されている。

## ラナ専制政治時代

### 映画の制限
インドで映画が初興行されたのは1896年7月7日である。1913年にはインドで初めての映画（字幕付きのサイレント映画）が制作されたのを嚆矢に多くのトーキー映画が制作された。ネパールで最初に一般に向けて上映されたのは1901年とされる。この年に宰相となったデーブ・シャムシェルは、カトマンズのトゥンディケル広場で1週間にわたって無料で無声映画を上映した。ただしその映画の内容などは一切不明である。映画の上映を含むデーブの民主主義的な方針は他のラナ一族から警戒され、在位114日で辞任させられて追放された。いっぽうで、ラナ一族は技術者を招聘して王宮内で映画を楽しんでいた。
映画開発委員会によって公的に最初の映画上映とされるのは、1933年8月に行われたシン王宮での上映である。この時に放映されたのは4本のヒンディー映画と英語の映画で、そのうちの1本はヒンディー映画の『サムラート・アショカ』とされるが、他は不明である。しかしラナ政権は映画の輸入を禁止し、国民が映画に接することを制限していた。これは国民が民主化に目覚めることを警戒したためだと考えられる。国民が映画に触れるのはビジネスや巡礼の為にインドを訪れるときだけであった。この時代に商人などがインドを訪問して帰ってくると、映画を見た話を聞くために親類や友人が集まってきたと言われる。

### 最初の映画館
1947年にイギリスからインドが独立すると、後ろ盾を失ったラナ政権も弱体化していった。1949年に宰相モハン・シャムシェルがインド首相ジャワハルラール・ネルーと会談したさい、ネパールに国民が利用できる映画館がないことに驚く。これを伝えたインドの新聞がラナ政権を批判したため、ネルーは映画を国民に解放した。最初に造られた映画館カトマンズ・シネマ・ガルは、カトマンズの商人のシャム・サンカル・シェレスタが75%、政府が25%出資して作られた官制の映画館であった。1949年12月12日に最初の上映が行われた際には高額な入場料であるにもかかわらず大勢が詰めかけた。しかしラナ政権下での映画は、保守的で宗教色の強いものに限られていた。また映画の広告として街角で映画のワンシーンを即興で演じるパフォーマーが居た。このような宣伝者による模倣は、映画館に行くことの出来ない人々の楽しみでもあった。

## 立憲君主制時代

### 映画の普及
1951年2月に王政復古がなされると、ラナ専制政治は終焉した。カトマンズ・シネマ・ガルは民間に移譲され、ジャン・セバ・シネマ・ガルと改称されて最初の民営の映画館となった。これに続き、1954年までにカトマンズだけで11の映画館が造られ、1956年には全国50館の開館許可が下されている。これを背景として、ネパールでは映画を観ることが娯楽として定着していった。

### 最初の映画製作
ネパール国内で映画製作が始められた時期については諸説ある。ハヌマン・ドカ博物館に展示される国王の持ち物の中には1941年から生産された16ミリカメラや1947年から生産された8ミリカメラがあり、王宮内で私的な映画撮影が行われたという説もあるが確認は出来ていない。撮影年代が確認できる現存最古の映画は、1952年からスイス人地理学者のトニー・ヘーガンによって16ミリカメラで撮影されたネパール山岳地帯の記録映画である。また日本の登山隊による記録映画が1953年から撮影されており、1954年撮影の記録映画『白き神々の座』や1956年撮影の記録映画『マナスルに立つ』が日本で公開されている。
いっぽうで公的に最初の映画とされているのが、D・B・パリヤによって1951年に撮影されたとされている『サッチャ・ハリスチャンドラ』である。D・B・パリヤはカトマンズ生まれでインドの民主化運動に参加した経歴を持ち、ラナ専制政治を批判するためにネパール語で映画を制作したとされる。一説には『サッチャ・ハリスチャンドラ』は1964年に公開されたとされるが、上演の確実な記録やフィルムが発見されていない。のちの1960年代にパンチャーヤト体制が樹立されると政府は映画を統制しようとするが、これよりも早い「第1号映画」の存在は都合が悪く、その存在が意図的に矮小化されたとする見方がある。

## パンチャーヤト時代

### プロパガンダ映画

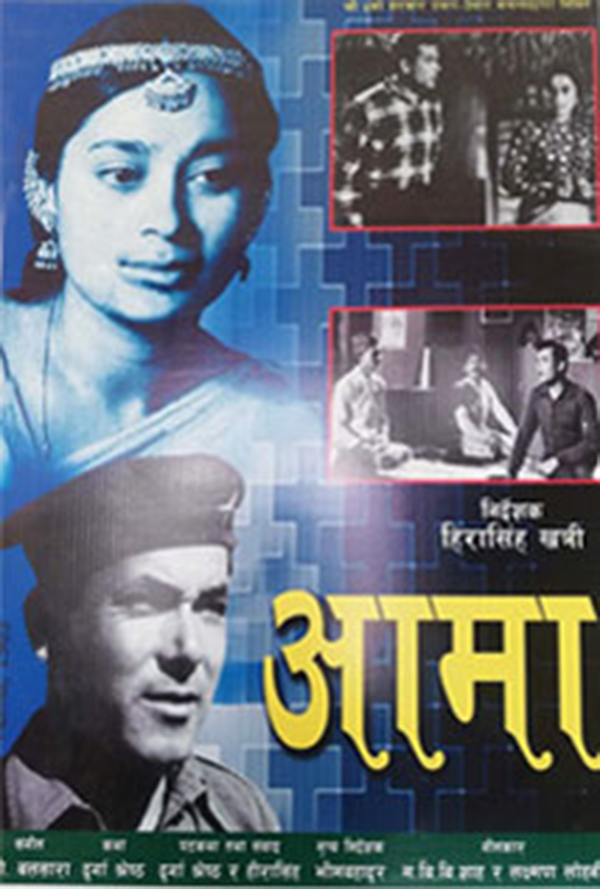
『アマ』（1965年）のDVDポスター

1959年に国王が内閣・国会を解散すると、ネパールはパンチャーヤト制による絶対王政政権が樹立された。ニュース映画や劇映画を作成したいと考えたマヘンドラ国王は、インド在住ネパール人映画監督のヒラ・シン・カトリを招聘して映画を制作させた。ヒラ・シンによって撮影された最初の映画は1962年に撮影のニュース映画（サマ・チャル・ムラク）『スリ・パーツ・マヘンドラ・コ・バヤリソン・スバ・ジャナマソウ』である。これはネパールで最初のニュース映画で、42歳の誕生日を迎えたマヘンドラ国王の功績を賞賛する35ミリの白黒トーキー映画であった。この時期の映画製作はまだ問題が少なくなく、インド人技術者によるサポート、あるいはネパール人のインドにおける技術習得が並行して行われた。
ヒラ・シンによって撮影された最初の劇映画は1965年に公開された『アマ』である。この時に主役の恋人役を演じたブバン・タパは、ネパールで最初の映画俳優とされている。続いて『ヒゾ・アザ・ボリ』（1967年公開）、『パリワルタン』（1970年公開）と劇映画3部作を完成させるが、これらは国王政権の要請と資金によって制作されたプロパガンダ映画であった。やはりヒラ・シンによって撮影されたビレンドラ皇太子の結婚式のニュース映画は、ネパールで最初のカラーのニュース映画であった。このニュース映画を最後にヒラ・シンはネパールを去った。

### 民間資本による映画製作

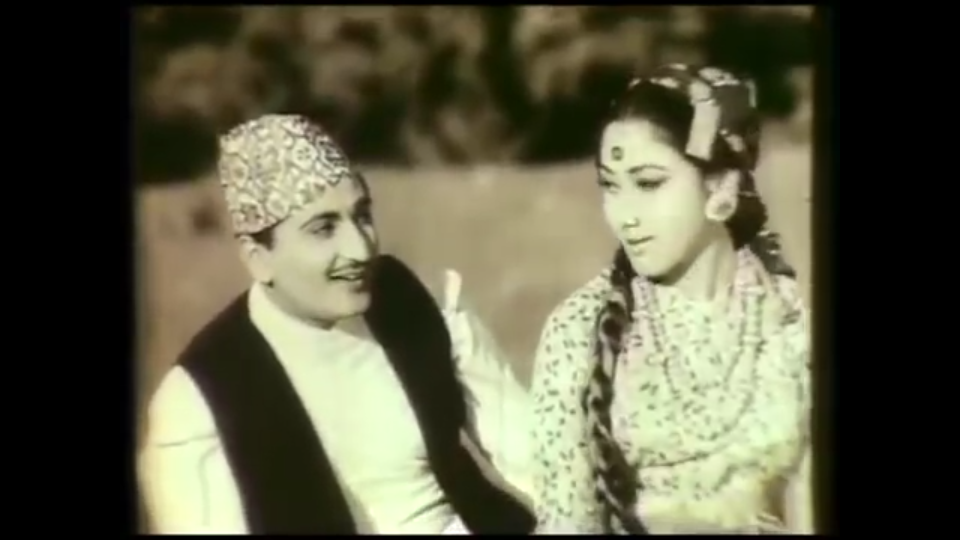
『マイティ・ガル』（1966年）

同じ頃にネパールで最初の民間映画製作会社スマナンジャリ・フィルムスが設立された。スマナンジャリ・フィルムスは、インドの映画産業に関係していたナンダ・キソル・ティミルシナとネパールの将軍ナム・シャムシェルによって設立された。インドで映画監督をしていたB・S・タパを招聘したほかマッラ・シンハをはじめ多くのインドの俳優・スタッフ・音楽家の協力によって『マイティ・ガル』を制作し、1966年に公開した。『マイティ・ガル』は政治色が少ないメロドラマでテーマソングが大ヒットしたが、映画の興行の成否については明確な記録がなく意見が分かれている。
この後、パシュパティ・フィルムスによる『マヤル』や、ナビン・K・Cによる『カヒティヨ・カヒ・バッティ』などが企画されたが、いずれも完成を見ずに頓挫している。なかでも1968年にラトナ・フィルムスが企画した『ラフレ』は政府から製作許可が下りなかったとされている。

### 映画法
映画製作に対する介入を図る政府は、1969年9月4日に映画法BS2026を制定して情報省による検閲を明確にし、これに基づいて映画検閲委員会（Film Censor Board）が設置された。映画法は1991年などに一部改正がなされたものの、2010年現在でも有効な基本法となっている。
そのいっぽうで1971年にはコミュニケーション・サービス計画1971を策定し、国産映画製作の立ち上げを推進した。しかしこの試みは成功せず、『マイティ・ガル』に続いて民間で映画が製作されることは無かった。次に民間で映画が制作された1983年までの間にネパールで上映された映画は、官製映画とインドで制作され輸入された映画のみであった。

### ロイヤル・ネパール映画公社

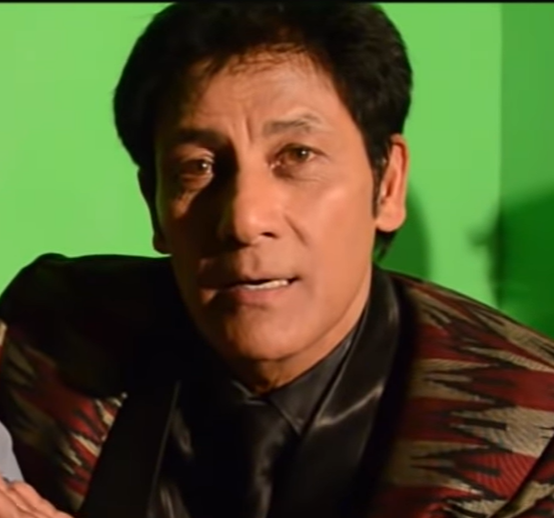
シバ・シュレスタ（2017年）

国民への情報宣伝を図る政府は、1971年11月にロイヤル・ネパール映画公社（以下、映画公社）を設立した。1989年には社屋内に現像設備が設置されたが、これが2010年現在でもネパールで唯一の現像所である。総支配人をつとめたヤダブ・カレルは、人材育成のためにインドの映画学校インド映画テレビ研究所に若者を留学させている。
また主な業務であったニュース映画の制作の傍らで劇映画の制作を行った。最初に制作された『マン・コ・バンダ』（1974年公開）はプラカス・タパの初監督作品で、技術スタッフもすべてネパール人によって制作された。『マン・コ・バンダ』のフィルムは現存せず、内容も不明であるが、続いて『クマリ』（1977年公開）、『シンドゥール』（1979年公開）、『ジーバン・レカ』（1982年公開）、『ケ・ガル・ケ・デラ』（1985年公開）などが次々に公開された。『クマリ』は1979年のモスクワ国際映画祭に初めて参加を果たしたネパール映画で、国際的に一定の評価が得られたと評価される。また『シンドゥール』は興行的に成功を収めた初めての映画となり、その後のネパール映画に大きな影響を与えた。
『シンドゥール』や『ジーバン・レカ』で成功を収めたプラカス・タパは、1990年代中頃のアンケート調査でも国民の人気を2分する巨匠映画監督と評価されている。またこの頃に活躍したゴータム・ラトナ・トゥラダル、ビシュワ・バスネット、バスンダラ・ブシャールらは、ネパールの映画俳優のパイオニアに位置づけられている。とくに『ジーバン・レカ』で主役を演じたシバ・シュレスタはネパールを代表する俳優になり、日本ネパール合作映画『ミテリ・ガウン』の出演にあたって来日も果たしている。
1980年代中頃になると、映画公社は民間資本との半官半民で映画製作に乗り出すようになる。これにより『ゲ・ガル・ケ・デラ』（1985年公開）、『ビスワス』（1986年公開）、『サンターン』（1987年公開）、『サンティ・ディープ』（1989年公開）の4作品が公開された。『サンターン』はプラカス・タパの代表作のひとつである。映画公社は1993年に民営化されるまでの22年間に、この4本を含めて10本の劇映画を制作した。

### 外国撮影隊によるネパール国内での撮影
映画公社のもう一つの業務が、外国撮影隊によるネパール国内での撮影に対する許認可・監理業務（リエゾン・オフィサー）である。情報省は、外国撮影隊によりネパールの後進性や体制批判につながりかねない社会問題が写されることがないよう徹底した監視を行った。この実務を行った映画公社の職員は、撮影現場における便宜・調整を図るという名目のもとで撮影隊に同行し、違反行為が発見されれば政府に通報する役割を負った。
1983年には日本の映画会社による初のネパールロケが行われ、『菩提樹の丘』（1985年公開）として公開されたが、映画評論家の八森稔は、リエゾン・オフィサーの撮影同行だけでなく、シナリオの段階からネパール政府のチェックがあったと報告している。
2010年現在、映画公社の民営化によりリエゾン・オフィサーが常時同行する事は少なくなったが、根拠法である映画法の規定は存続している。

### インドの映画会社によるネパール語映画

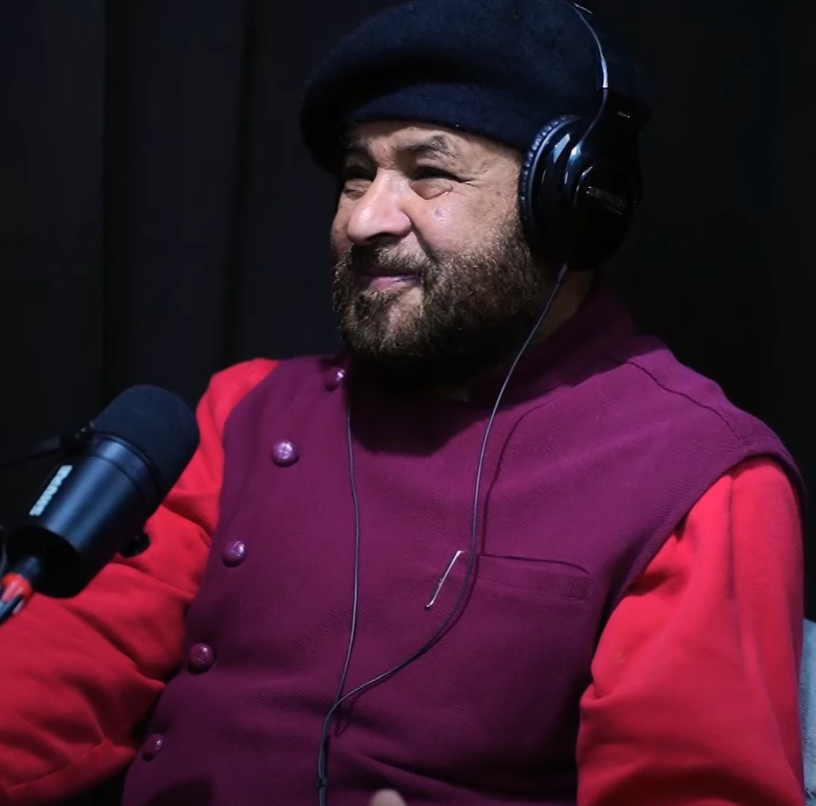
トゥルシ・ギミレ（2023年）

ネパール国内で民間による映画製作が立ち遅れるなか、インドで制作されたネパール語映画が輸入された。インドの映画製作会社M・M・ムービーズはプラタップ・スッパを監督に据え、ネパールの作家グル・プラサッド・マイナーリの短編小説を映画化し、同名タイトル『パラル・コ・アゴ』として1978年に公開した。『パラル・コ・アゴ』はこの時期では珍しく社会的リアリズムと情緒性を有する芸術性の高い作品で、こうした作品での最初の成功例とされている。この映画で音楽監督を務めたShanti Thatalは、ネパールで最初の女性音楽監督とされている。
1980年代初めに制作された『バンスリ』（1981年公開）や『アーダルサ・ナリ』（1984年公開）は興行的に失敗した。しかしダージリン出身のネパール人映画監督トゥルシ・ギミレは『ラフレ』（1988年公開）で成功をおさめた。輸入される映画には高額の遊興税が掛けられていたが、これを回避するためにビデオパーラー（後述）でヒットしたことが、『ラフレ』の成功につながっている。

### 国内映画会社の参入

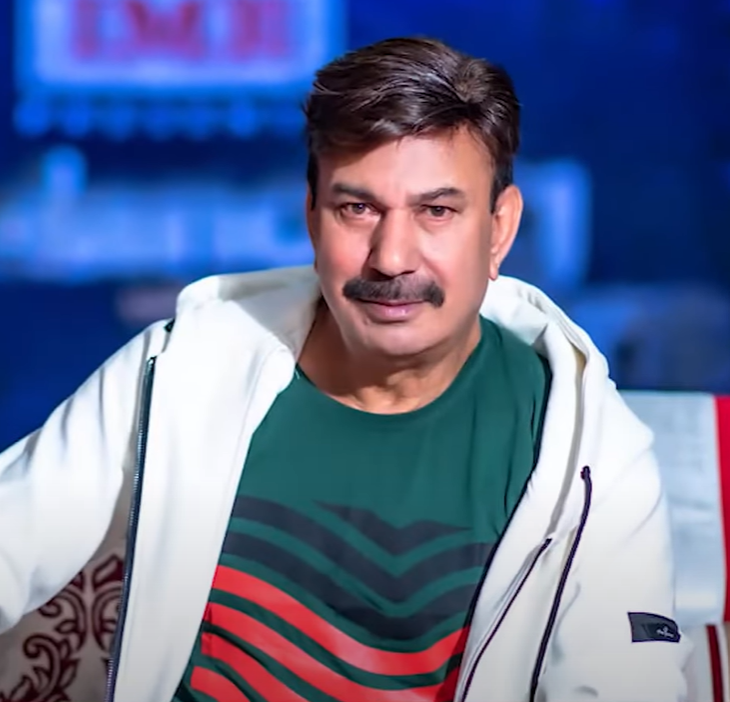
ブバン・K・C

政府は輸入された映画に40%から60%という高額の遊興税を課すいっぽうで、その税収の2/3を国内の映画製作者に交付するなど税制優遇を行い、国内の映画産業の育成を図った。これを背景に17年ぶりに民間で作成された『ジュニ』（1983年公開）を皮切りに民間映画会社が参入し、多くのヒット作が生まれた。『ジュニ』は民間映画として初めてのカラー映画であり、ブバン・K・Cのデビュー作でもあった。
1984年にはB・S・タパ監督の『カンチ』、ニル・ビクラム・シャハ監督の『バスデブ』が公開されている。特に大ヒットとなった『カンチ』は、1985年に設立されたネパール映画賞で過去に制作された全ネパール映画の中から作品賞と俳優賞（シバ・シュレスタ）を受賞した。また興行的には振るわなかった『バスデブ』も監督賞を受賞している。
この他に興行的に成功を収めた作品に、過去最高の興行収入を記録したトゥルシ・ギミレ監督の『クスメ・ルマール』（1985年公開）、ウゲン・チョペル監督の『マヤ・プレティ』（1988年公開）、ヤダブ・カレル監督の『チェリ・ベティ』（1989年公開）などが挙げられる。こうした作品は、娯楽性の高い映画を得意とするベテラン監督に加え、優れた作家性をもった監督によって制作された。特にヒットメーカーとなったトゥルシ・ギミレは、プラカス・タパと国民の人気を2分する名監督になった。またこれらの映画で人気を博した俳優のブバン・K・CとTripti Nadakarの二人はゴールデンカップルと称された。

### マサラ映画の影響と観客層
以上のように、1980年代はインド映画（ヒンディー語映画も含む）の輸入に加えて国内民間企業による映画製作も活発に行われ、ネパールの映画産業の基盤が確立されていった。そのいっぽうで量的な拡大に比べると、質的な向上は伴わなかったという評価もある。この時期のネパール映画はいわゆるマサラ映画の流れを汲む大衆娯楽映画であった。1990年代中頃のアンケートによると、ネパール映画におけるインド映画の影響について99%が「ある」と答えている。
野津治仁（1997年）は「1980年代のネパールにおける外の文化の流入はインド経由に限られ、ヒンディー語を理解するネパール人には字幕のないインド映画にも抵抗がない。映画で流行したファッションはたちまちカトマンズで流行するほどであった。またカースト制の強い社会にあって身分を越えた恋を実らせるストーリーは、庶民にかなわぬ夢を見させてくれる世界であった」としたうえで、ネパール映画におけるマサラ映画の影響を「セオリー通りの映画を希求する大衆に応えた結果」としている。いっぽうでマーティン・チョータリの研究員マジット・アヌバン（2007年）は「都市や農村の貧困層の現実、国の施策や地域問題などのメッセージの有る映画を作ることはパンチャーヤト体制においてリスクがあった」と指摘し、ネパールの映画人の関心は金儲けだけであったと指摘している。
こうした状況は、映画の観客層をより低所得・低カーストへシフトしていく事を防げなかった。ネパールに映画館が増えたころ、場内は低価格のフロアと高価格のバルコニーに分かれてはいたものの、中流階級や富裕層も着飾って映画館に足を運んでいた。しかし1990年代になると着飾って出かける場はデパートなどに移り、またアメリカやアジアの映画をビデオ鑑賞するようになって映画館に足を運ぶことが少なくなった。結果として映画館がターゲットにする観客は貧困層になり、ネパール映画は慢性的な低予算・低品質に陥った。

### ビデオの普及とネパール映画
ネパールではビデオの所有は厳しく制限されていたが、1978年に個人による所有が許可された。これは1985年のテレビ放送の開始よりも早く、ネパールではテレビとビデオの普及に逆転現象が起きている。そして高価なビデオデッキを購入した人々のなかに、自分たちの家や店で有料でビデオ放映を行うビデオパーラーを開設するものが現れた。放映されるビデオは、インド・アメリカ・香港・中国・タイなどで売られていた英語の映画で、特にアジアの映画はブルース・リーなどの格闘物が好まれた。この傾向は、のちにネパール映画におけるアクションシーンの濫造につながった。こうした無許可のビデオパーラーは政府を悩ませた。とくにインド映画の『クランティ』（1981年公開）はパンチャーヤト制への脅威になるとして上映・輸入が禁止された。またビデオパーラーを免許制にしたうえで課税と規制・監視を強めた。許可を得た上映館をハイビジョン・ホールという（NHKが開発したHDTV規格とは無縁）。いっぽうで富裕層や中間層は自宅でビデオを見るようになり、とくにハリウッドのビデオが入手できるようになるとインド映画の価値も相対的に低下した。
これと併せてビデオカメラでビデオ映画（ビデオ・チャルチットラ）を撮る人も現れた。ビデオ映画の製作は先進諸国のような若者の趣味によってではなく、大人が商売として始めることが多かった。1991年から1993年にはビデオ映画が最盛期を迎えてその制作本数はセルロイドフィルム映画（ネパール映画）を上回った。さらに1991年から1993年にはビデオ映画の賞ビデオ・チャルチットラ・フェスティバルが開催されている。これはセルロイドフィルム映画の賞が初めて1985年に開催されたのち、次に開催されるのを1997年まで待たねばならなかったことと対照的である。またセルロイドフィルム映画として制作された映画が、ビデオ映画として放映されてヒットすることも少なくなかった。
このビデオ映画の隆盛について、のちのネパール映画の発展につながったという見方から「プラクティスの時代」という評価もある。ビデオ映画に協力した俳優・ミュージシャンにはプロやセミプロもいて、ビデオ映画からヒット曲も生まれた。またビデオ映画出身の女優として、ルパ・ラナ、マウスミ・マッラ、サランガ・シュレスタなどがいる。また1993年にはビデオ映画『ムクティ・サンガルサ』が韓国のビデオ・フェスティバルに出品されている。しかし商業的ビデオ映画が隆盛するいっぽうで、先進国でみられたような実験映画やドキュメンタリー映画が生み出される事は無かった。
ビデオ映画の制作は、民主化によりセルロイドフィルム映画が成長期を迎えると下火になり、ビデオ映画を放映していたハイビジョン・ホールも映画館に転換することが少なくなかった。

## 民主化以降

### 映画産業の成長期
1990年にジャナ・アンドランが起こり民主化が達成されると、1991年11月に映画法が一部改訂され、新たにネパール映画開発委員会（Nepal chalechitra Vikas Board または Film Development Board。以下、開発委員会）の設置が明記された（ただし実際の設置は2000年）。併せて映画館の規制も緩和されて劇場数が増えた。また国内映画産業の振興も引き続き行われ、海外映画に課せられる50%の遊興税は全額がネパール映画の製作者に交付された。こうした状況はネパールの映画産業を活気づけて業界は大きく成長した。1990年までの40年間に制作された映画が49本だったのに対し、1991年からの10年間で制作された映画は205本に達した。
またロイヤル・ネパール映画公社は段階的に民営化され、1993年8月にネパール映画開発カンパニー、同年12月にはネパール映画開発カンパニー・リミテッド（Nepal Film Development Company Limited、以下NFD）と改称した。1993年には「新しいネパール映画ゼロ年のはじまり」という評価もある。1997年にはネパールで最初の屋内スタジオがNFD内に完成した。NFDは2010年現在でもネパール映画産業の拠点となっている。
政府による検閲は健在であったものの、表現の自由は大幅に緩和された。トゥルシ・ギミレが監督した社会派ハードアクション映画『チノ』（1991年公開）は大ヒットし、自らの興行収益記録を塗り替えた。そしてトゥルシ・ギミレの次作『バリダン』（1995年公開）は民主化運動をテーマとした映画で、多くの支持を受けた。またウゲン・チョペル監督の『トリシュナ』（1991年公開）は、これまでのネパール映画のなかでも完成度が高く、国際市場に通用する数少ない作品となった。またラナ専制時代を舞台に宮廷で撮影された『プレム・ピンダ』（1993年公開）は、文芸的な評価とともにネパール映画のエポックとして評価されている。このほかニル・ビクラム・シャハ監督が王宮大虐殺事件を描いた『バサンティ』（2000年公開）、サンブ・プラダハン監督が神と信仰を題材とした『サラスワティ』（1995年）、J・B・ライ監督が国境問題を描いた『サ・コマンド』（1998年公開）、ビスワ・バスネット監督の制作で最初の児童映画となった『エカデスマ』（1995年公開）など、主題や設定などに広がりを見せた。
また、『プラティギャ』（1994年公開）の監督ユバ・ラズ・ラマ、『トゥフロ』（1994年公開）の監督レス・ラジ・アーチャーリャなどの新しい監督が生まれ、早いペースで映画を制作していった。なかでもナラヤン・ブリ監督で、マオイスト側から内戦を描いた『アゴ』（2000年公開）は、検閲でカットが行われたうえで公開されたことがかえって話題を呼んだ。

### 外国との共同制作とマサラ映画からの脱却

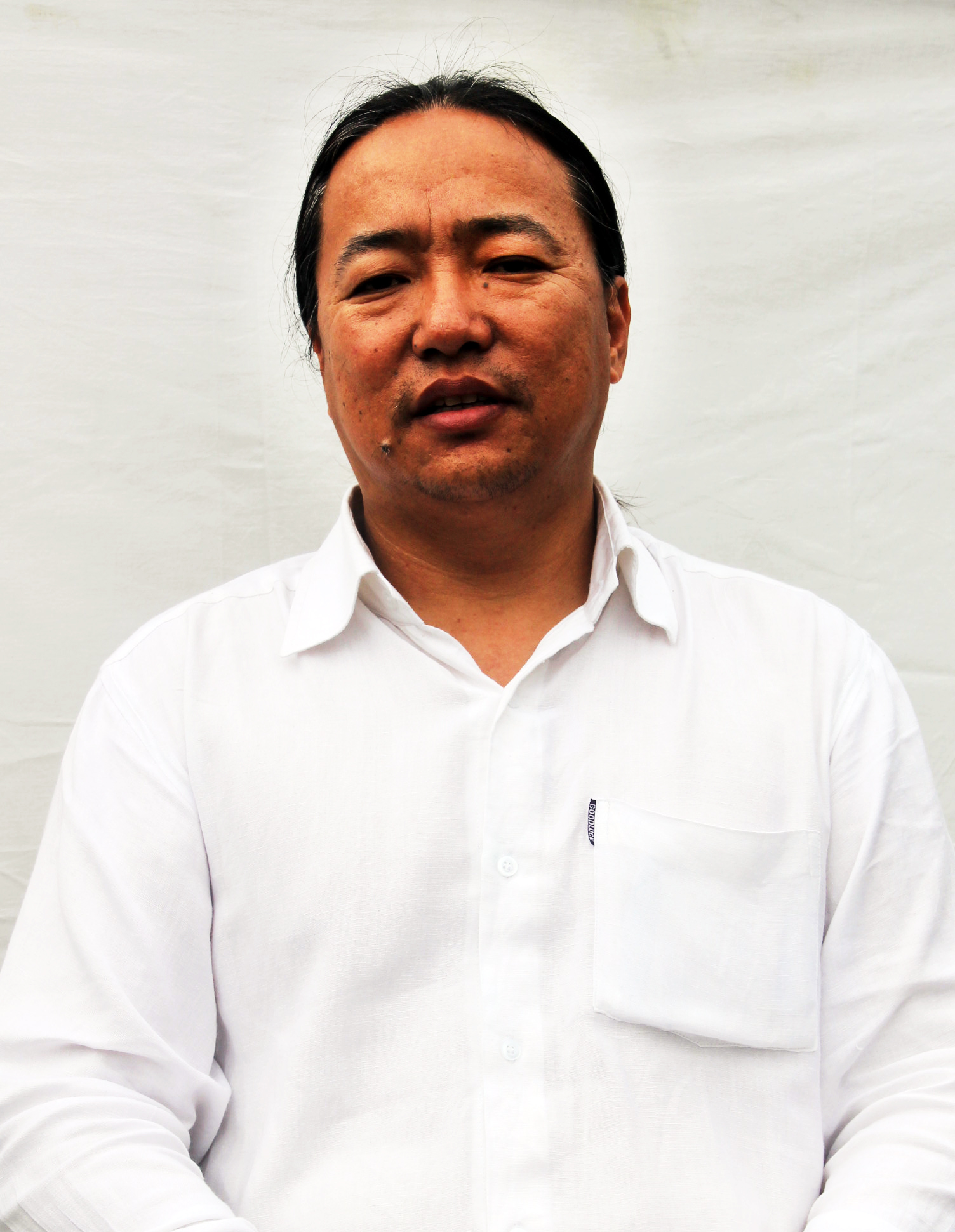
ナビン・スッパ（2013年）

いっぽうで1990年代の映画は、ロマンティックな筋書きにダンスナンバーを組み合わせた恋愛もの、あるいは勧善懲悪のアクションものが多く、従来のネパール映画の枠組みを超えるものではなかった。こうした状況が打破されるようになるのは2000年代で、きっかけは民主化により海外との人材・情報の交流が増えた事である。
日本との合作映画としては、1997年に公開された『ミテリ・ガウン-愛の架け橋』や1999年に公開されNHK国際映像作家賞の支援によって制作された『ムクンド』が挙げられる。また1999年に公開されたフランス・イギリス・スイスとの合作映画『キャラバン』は、2000年度アカデミー外国語映画賞のベスト5に入ったほか、フランスのセザール賞（最優秀撮影賞・最優秀音楽賞）、フランダース国際映画祭（最優秀観客賞ほか）、ロカルノ国際映画祭（最優秀観客賞）などを受賞した。このほか、パキスタンやインドとも共同制作が行われている。
このような合作映画にはダンスシーンや格闘・コントなどがなく、表現的・技術的にも世界標準と呼べるものであった。そしてナビン・スッパ監督による少数民族のリンブー族の苦境を描いた『ヌマフン』（2001年公開）ではマサラ映画からの脱却に成功し、バングラデシュ国際映画祭で最優秀映画賞を受賞し、アジア・フォーカス・福岡映画祭2002でも上映された。

### 映画芸能文化の成立

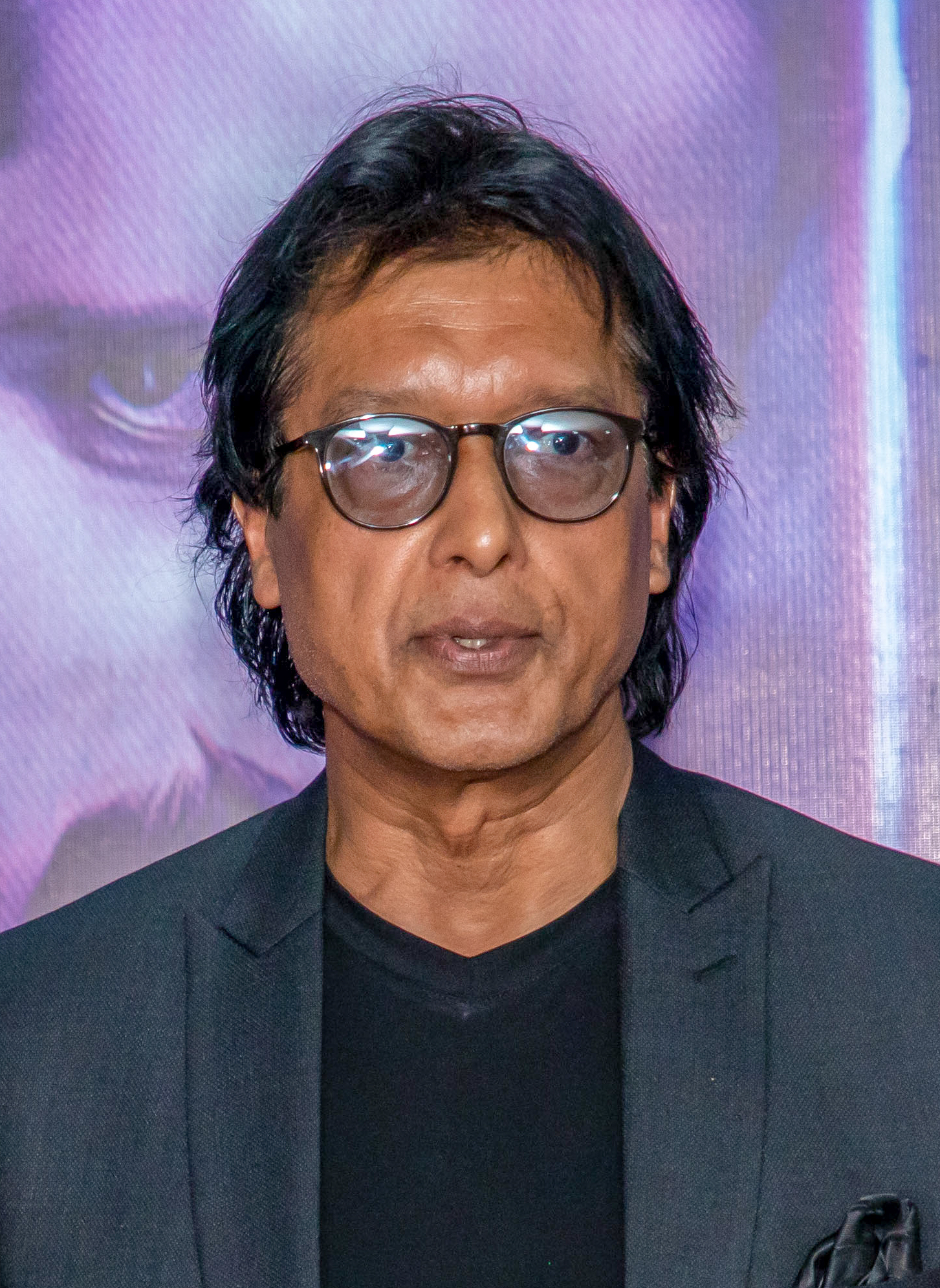
ラジェシュ・ハマール（2022年）

この頃は、映画産業において重要な環境が整えられる時期でもあった。1つ目は俳優人気の隆盛である。『ユグ・デキ・ユグ・サンマ』（1991年）で主演を務めたラジェシュ・ハマールは、翌年にも多くの映画で主役を務めてスーパースターの座を不動のものとした。このほか、アクションスターとして人気を博したスリ・クリシュナ・シェレスタやデス・バクタ・カナル、女優ではニルタ・シン、カリスマ・マナンダールが生まれたほか、マニーシャ・コイララのようにインド映画に進出する俳優も現れた。
2つ目がこうしたスターを取材した記事を掲載した芸能雑誌の登場である。その総数は30誌あまりにも及び、内容も評論よりもゴシップ記事が中心で、多くが淘汰されていった。

### 開発委員会の発足と国内政治の混乱
2001年に公開された映画の本数は51本と過去最高を記録した。このようなネパール映画の活気を受けて、2000年には国内の映画館の数は400館を越えた。また映画産業の就労者は5万人に及んだとの推計もある。いっぽうで産業規模の拡大と共に、様々な利害問題が生じるようになった。情報コミュニケーション省は2000年6月に開発委員会の規則と規定を定めて、これを発足させた。開発委員会は情報コミュニケーション省の一機関として、映画製作・上映・配給の許認可や、映画関係団体の利害関係の調整を担っている。
いっぽうで2000年ごろからネパール内戦による武力衝突が激しさを増し、映画業界にも影響を及ぼすようになった。封切された興行の多くは失敗し、国内の映画館も200館まで減少した。また公開された映画は2002年に44本と減少し、2004年の21本を底として2006年まで低迷を極めた。
また政府の検閲を通った作品に対し、王宮が圧力を掛けて上映が禁止されることが続いた。これに対し2000年に結成された関係団体デモクラティック映画製作者フォーラムは、2005年に民主化を通じて映画制作における表現の自由を実現することなどが宣言されている。

### 回復と転換

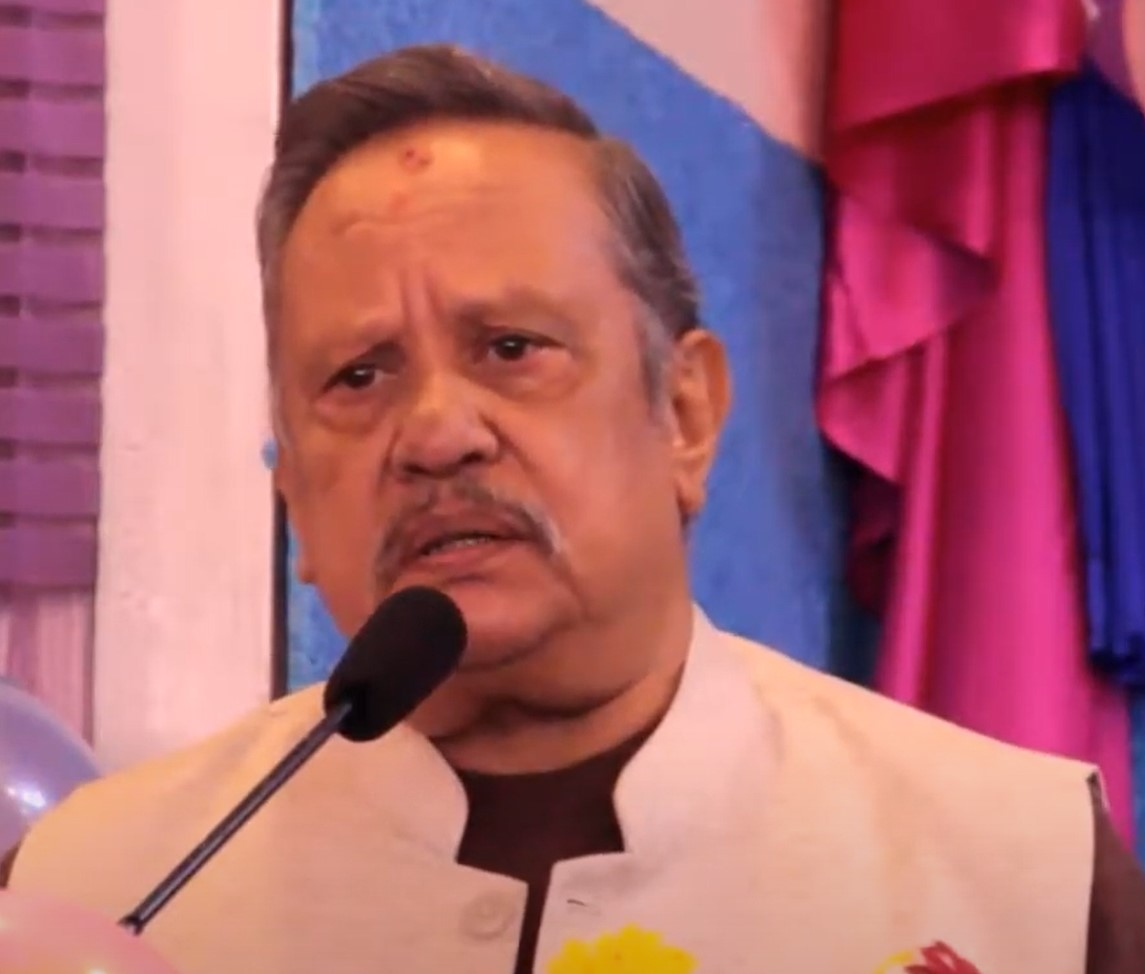
ニル・ビクラム・シャハ（2019年）

2006年にロクタントラ・アンドランが行われてネパールが連邦民主共和制に移行すると、映画産業も回復していった。スバシュ・ガジェレル監督がリル・バードル・チェトリが著した同名小説を映画化した『バサイン』（2006年公開）や、ギャネンドラ・デオザ監督がラクチミープラサード・デウコタの物語詩を映画化した『ムナ・マダン』（2007年公開）は、いずれもアカデミー外国語映画賞にノミネートされた。また2006年には新しい屋内スタジオのマハ・スタジオが完成し、NFDのスタジオと共に連日稼働する状態となっている。
有名映画館を運営するクエスト・エンターテインメント社は、通常の3倍の料金設定した映画館を開設して高級化を図ると入館者数を伸ばすことに成功した。また同社は、ブシャン・ダハール監督による『カグベニ』（2008年公開）を手始めに映画製作にも乗り出した。『カグベニ』はネパール初のデジタルシネマであり、また初めてキスシーンがあることでも話題になった。同作はシンガポールやムンバイなどの国際映画祭にも出品されている。
また人材育成も活発に行われるようになる。2000年に俳優で監督のニル・ビクラム・シャハが立ち上げた専門学校ナショナル・スタジオ・オブ・フィルム・トレーニング・センターは、2004年に国立トリュビュバン大学の系列校の資格を取得し、2006年にはオスカー国際大学にその権利を譲渡した。これにより南アジアで初めて大学卒業資格が得られる映画学部が開設された。またコンピュータアニメーションの専門学校であるマヤ映画アカデミーも、2008年にインドのフランチャイズから独立した。
2010年に公開された映画は65本と過去最高を記録し、なかでもデジタルシネマが34本とデジタル化が急速に進んでいる。2012年には低予算のデジタルシネマ『loot』が成功をおさめ、若手制作者に道を開いた。